# Maracayia
Maracayia là một chi bướm đêm thuộc họ Crambidae.

## Các loài
- Maracayia chlorisalis (Walker, 1859)
- Maracayia percludalis (Möschler, 1881)